# Anteos clorinde
Anteos clorinde es una especie de mariposas de la familia de las piéridas, que fue descrita originalmente con el nombre de Colias clorinde, por Godart, en 1824, a partir de ejemplares procedentes de Brasil.

## Distribución
Anteos clorinde está distribuida entre las regiones Neotropical, Neártica y ha sido reportada en 14 países.

## Plantas hospederas
Las orugas de A. clorinde se alimentan de plantas de las familias Fabaceae, Salicaceae, Ericaceae y Gentianaceae. Entre las plantas hospederas reportadas se encuentran Senna spectabilis, Senna atomaria, Senna obtusifolia, Senna pallida y especies no identificadas de los géneros Pithecellobium, Amorpha, Astragalus, Dalea, Hedysarum, Medicago, Salix y Vaccinium.